# حسین اشتری
حسین اَشتری (زادهٔ ۱۳۳۸ اصفهان) سرتیپ پاسدار فرماندهی انتظامی جمهوری اسلامی ایران است که در فاصله سالهای ۱۳۹۳ تا ۱۴۰۱ فرماندهی کل انتظامی را برعهده داشت. وی هم‌اکنون به‌عنوان مشاور رئیس ستاد کل نیروهای مسلح در امور امنیتی و انتظامی فعالیت می‌کند.
اشتری فعالیت نظامی را در خلال جنگ ایران و عراق از سپاه پاسداران انقلاب اسلامی در لشکر ۱۴ امام حسین آغاز کرد. وی در فاصله سال‌های ۱۳۸۴ تا ۱۳۹۳ رئیس پلیس اطلاعات و امنیت عمومی ناجا بود و در سال ۱۳۹۳ نیز به مدت ۹ ماه جانشینی فرمانده نیروی انتظامی را برعهده داشت.
در مهٔ ۲۰۲۰، وزارت خزانه‌داری آمریکا اشتری را به دلیل سرکوب و قتل معترضان در اعتراضات ۱۳۹۸ ایران تحریم کرد. او در آوریل ۲۰۲۱ توسط اتحادیه اروپا به جرم سرکوب خشونت‌بار اعتراضات آبان ۱۳۹۸ تحریم شد. در مهر ۱۴۰۱، دولت بریتانیا او را به دلیل سرکوب اعتراضات سراسری ۱۴۰۱ و اعتراضات آبان ۱۳۹۸ تحریم کرد.

## زندگی‌نامه
حسین اشتری در سال ۱۳۳۸ در شهر اصفهان زاده شد. وی در طول جنگ ایران و عراق از اعضای سپاه پاسداران انقلاب اسلامی بود و مسئولیت حفاظت لشکر ۱۴ امام حسین را برعهده داشت. او از جانبازان جنگ ایران و عراق است. اشتری در ۱۳۹۳ به‌عنوان ششمین فرمانده نیروی انتظامی جمهوری اسلامی ایران منصوب شد و تا سال ۱۴۰۱ در این جایگاه فعالیت می‌کرد.

## سوابق کاری
حسین اشتری در تاریخ ۱۸ اسفند ۱۳۹۳ به‌عنوان فرمانده نیروی انتظامی معرفی شد. وی خردادماه همان سال جانشین فرمانده نیروی انتظامی شده بود و پیش از آن، رئیس پلیس اطلاعات و امنیت عمومی ناجا بود. وی مدتی نیز ریاست دانشگاه امام هادی سازمان حفاظت اطلاعات سپاه پاسداران را برعهده داشت. حسین اشتری همچنین از اعضای سپاه پاسداران در دوران جنگ هشت ساله بین ایران و عراق بوده است.
ارتقاء سازمان پلیس ایران از سطح نیرو به فرماندهی کل، ارتقاء جایگاه پلیس‌های استانی و همطرازی با سایر نیروهای مسلح، تصویب طرح جامع فرماندهی مرزبانی، تأسیس پلیس گمرک، راه‌اندازی پلیس امنیت اقتصادی، راه‌اندازی یگان پهپادی پلیس، طرح جامع و سامانه رصد ناظر ۱، تجهیز البسه پلیس به دوربین، سامانه کنترل هوشمند خودروهای پلیس و ارتقای ساختار سلاح، همچنین طراحی و ساخت خودروهای عملیاتی رعد، ثور، فاتب، راتق و نیز شیلتر مخابراتی، از جمله اقدامات اشتری در دوره ۸ ساله فرماندهی وی در فراجا می‌باشد.

## دیدگاه‌ها و مواضع سیاسی
در خرداد ماه ۱۳۹۴ حسین اشتری طی دیداری که با ناصر مکارم شیرازی داشت، در خصوص حضور زنان در استادیوم‌های ورزشی و لغو کنسرت‌ها گفت که اگر ما (نیروی انتظامی) ممانعتی از حضور در کنسرت‌ها و ورزشگاه‌ها انجام می‌دهیم، بر اساس وظیفه ذاتی و شرعی ماست، چرا که در کشوری اسلامی هستیم و پاسداری از ارزش‌های کشور، وظیفه ذاتی ما برشمرده می‌شود.

## تحریم‌ها
حسین اشتری جزو ۱۳ مقام لشکری و کشوری می‌باشد، که در سرکوب معترضان اعتراضات ۱۳۹۸ ایران مسئولیت دارد. ۲۰ مه ۲۰۲۰ وزارت خزانه‌داری آمریکا اشتری را به همراه عبدالرضا رحمانی فضلی؛ وزیر وقت کشور و چند نفر دیگر از مقامات ارشد نیروهای امنیتی در فهرست تحریم‌های خود قرار داد. بر اساس بیانیه وزارت خزانه‌داری ایالات متحده آمریکا، حسین اشتری در مقام فرمانده نیروی انتظامی جمهوری اسلامی در قتل «صدها تن از معترضان» از جمله «ده‌ها کودک» در جریان اعتراضات آبان ۱۳۹۸ ایران نقش داشته است.
 حسین اشتری در ۱۲ آوریل ۲۰۲۱ توسط اتحادیه اروپا به جرم سرکوب خشونت‌بار اعتراضات مردمی آبان ۹۸ تحریم شد و در لیست تحریم این اتحادیه قرار گرفت. بنا بر اعلام این اتحادیه دارایی وی در اروپا مسدود شد و از سفر به کشورهای اروپایی و دریافت ویزا از این کشورها محروم می‌باشد.
 دولت بریتانیا، حسین اشتری و ۶ مقام دیگر جمهوری اسلامی را در روز ۱۸ مهرماه ۱۴۰۱ به دلیل مشارکت در سرکوب اعتراضات به کشته‌شدن مهسا امینی، همچنین اعتراضات سراسری آبان ۹۸ تحریم کرد.

## جایزه‌ها و نشان‌های افتخار
این بخش شامل نشان‌ها و جایزه‌های رسمی سردار اشتری است که بر روی لباس همسان او نصب می‌شود ولی جایزه‌های غیرنظامی و غیررسمی را دربر نخواهد گرفت.

### آرم‌ها
| آرم‌های بازو          |
| نشان فرماندهی و ستاد |

### نوار نشان‌ها
|  |  |  |
|  |  |  |
|  |  |  |

### نام نشان‌ها
| نشان ایثار        | نشان جانبازی       |                                 |
| دوره کارشناسی     | دوره کارشناسی ارشد | دوره دکتری                      |
| دوره آموزش متوسطه | دوره کاردانی       | دوره عمومی انتظامی (گروه افسری) |